# Livro de Soror Saudade
Livro de Sóror Saudade é um livro de poesia de Florbela Espanca publicado em Janeiro de 1923.
Editado em Lisboa pela Tipografia A Americana contém trinta e seis sonetos.
A poetisa iniciou o trabalho sobre a coletânea logo depois de ter editado a sua primeira obra, o Livro de Mágoas (1919). Primeiramente, o título do livro oscilou entre Livro do Nosso Amor e Claustro de Quimeras, conforme o atestam dois diferentes manuscritos depositados na Biblioteca Nacional de Lisboa. O Livro de Sóror Saudade é uma refundição dos dois manuscritos anteriores. As provas tipográficas do volume acham-se também no espólio da Biblioteca Nacional de Lisboa.
O livro era inicialmente dedicado ao segundo marido de Florbela, António Guimarães, mas a dedicatória incluída no Claustro de Quimeras acabou por não ser editada. Foi uma das numerosas alterações feitas no livro antes de ser publicado. Uma parte delas foi provavelmente introduzida pelo editor, Francisco Lage (amigo de Florbela e dramaturgo). A crítica reagiu positivamente aos novos versos da poetisa, com destaque para o "Século da Noite", que manifestou grande apreço pela obra recém-publicada. Também o público apreciou o livro – a tiragem (duzentos exemplares custeados por João Maria Espanca) esgotou-se rapidamente.
Florbela expõe no Livro de Sóror Saudade o sentimento vivo do amor e da paixăo, pelo qual se entrega totalmente, e que a fará despertar para a vida. Opta, portanto, por dar menos ênfase à temática da saudade antes abordada. Por outro lado, Florbela reforça a importância do motivo do beijo na sua poesia, embora este livro, bem como o nome que lhe serve de título, "Sóror Saudade" representem uma fuga ao prazer.
"Ainda influenciado por uma tendência saudosista, o livro acusa igualmente a presença do romantismo de fim de século, acompanhado por um crescendo na abordagem erótica, destacando-se nele os sonetos «Maria das Quimeras» (de tom biográfico), «Hora que Passa», «Princesa Desalento» e (…) o poema que lhe empresta o título, «Sóror Saudade», um epíteto criado por Américo Durão."

## Conteúdo da Obra
- Sóror Saudade
- O nosso livro
- O que tu és…
- Fanatismo
- Alentejano
- Que importa?…
- Fumo
- O meu orgulho
- Os versos que te fiz
- Friêsa
- O meu mal
- A noite desce…
- Caravelas
- Inconstância
- O nosso mundo
- Prince Charmant…
- Anoitecer
- Esfinge
- Tarde demais…
- Nocturno
- Cinzento
- Maria das Quimeras
- Saudades
- O que Alguém disse
- Ruínas
- Crepúsculo
- Ódio?
- Renúncia
- A Vida
- Horas rubras
- Suavidade
- Princeza desalento
- Sombra
- Hora que passa
- Da minha janela
- Sol poente
- Exaltação